# Pont del Sud
El Pont del Sud (en letó:  Dienvidu tilts) és un pont que creua el riu Daugava a Riga, capital de Letònia. El pont va ser construït entre 2004 i 2008, i va ser inaugurat el 17 de novembre de 2008.
La comissió de control del Govern a l'informe de gener 2002 fins a setembre 2008 va mostrar que, durant aquest període els costs previstos es van multiplicar per cinc. Des dels planificats 108,84 milions a 570,14 milions lats, la tercera fase final de construcció va ser congelada a causa de la falta de fons, però va reiniciar-se el 2012 i es va acabar el 29 d'octubre de 2013.